# Pokémon Black và White
Pokémon Black & White (ポケットモンスター ブラック・ホワイト Poketto Monsutā Burakku & Howaito) là 2 phiên bản video game được phát triển bởi Game Freak và phát hành bởi Nintendo dành riêng cho Nintendo DS. Hai trò chơi được phát hành trên toàn thế giới vào ngày 18 tháng 9 năm 2010.